# Ch'io mi scordi di te?

Ch'io mi scordi di te? ... Non temer, amato bene (Vais-je  t’oublier ? ... ne crains rien, mon amour), K. 505, est une aria de concert par Wolfgang Amadeus Mozart pour soprano, piano obbligato et orchestre, composée en décembre 1786 à Vienne. Il s’agit d’un chef-d’œuvre du genre.
Au début de l’année 1786, Mozart avait composé une partition, inspirée du même texte, en tant qu'air d'insertion pour le personnage d'Idamante dans une version révisée de son opéra Idomeneo (1781), destinée à un spectacle privé au palais Auersperg à Vienne. Pour cette adaptation, Mozart retravailla le rôle d’Idamante (à l’origine un castrat) pour une voix de ténor.
L’opus  K. 505 a été composé pour Nancy Storace, pour son concert d'adieu, à Vienne, le 23 février 1787 au Theater am Kärntnertor. Mozart lui-même a tenu la partie de pianoforte, comme en témoigna par la suite son élève, le compositeur Thomas Attwood : « La dernière fois que j'entendis [Mozart], il interpréta son concerto en Ré Mineur & 'Non Temere' au Bénéfice de Storace pour laquelle il composa cette Cantate avec le Pianoforte Solo ».
Le livret a longtemps été attribué à Lorenzo Da Ponte, mais, à l'exception du récitatif court, il correspond exactement au livret original de Giambattista Varesco pour Idomeneo, daté de 1781.
Mozart intègre l'œuvre dans son catalogue le 27 décembre 1786 avec la remarque: « pour Mlle  Storace et moi ». Il interprète à nouveau cette aria de concert, avec Josepha Duschek, le 12 mai 1789 au Gewandhaus de Leipzig durant son voyage à Berlin. La dédicace de l'air a prêté à confusion, certains, à la suite du musicologue Alfred Einstein, y voyant la preuve d'une relation amoureuse ou d'un amour à sens unique entre le compositeur et sa soliste ; cependant « aucune trace avérée d'une telle liaison n'est venue au jour jusqu'à présent. Si elle exista, les sentiments des deux intéressés sont restés leur secret partagé. » Par ailleurs, un autre air chanté par Nancy Storace lors de ce concert était un "Adieu à la Cité du Danube", ce qui suggère que le thème de l'adieu parcourait bien ce concert d'adieu à Vienne.

## Instrumentation
L’œuvre est composée pour deux clarinettes, deux bassons, deux cors, cordes, mezzo-soprano et piano.

## Livret
Livret :
Ch'io mi scordi di te?

Che a lui mi doni puoi consigliarmi?

E puoi voler che in vita…

Ah no! Sarebbe il viver mio di morte assai peggior.

Venga la morte, intrepida l'attendo.

Ma, ch'io possa struggermi ad altra face,

ad altr'oggetto donar gl'affetti miei, come tentarlo?

Ah, di dolor morrei!

Non temer, amato bene,

per te sempre il cor sarà.

Più non reggo a tante pene,

l'alma mia mancando va.

Tu sospiri? O duol funesto!

Pensa almen, che istante è questo!

Non mi posso, oh Dio! spiegar.

Stelle barbare, stelle spietate,

perchè mai tanto rigor?

Alme belle, che vedete

le mie pene in tal momento,

dite voi, s'egual tormento

può soffrir un fido cor?